# Polaris Music Prize
Il Polaris Music Prize è un premio musicale canadese assegnato annualmente al miglior album discografico canadese, selezionato sulla base del merito artistico, a prescindere dal genere, dalle vendite e dall'etichetta discografica. Il premio è stato istituito nel 2006.
Può essere paragonato al Mercury Prize per il Regno Unito.

## Edizioni e vincitori
| Anno | Vincitore                                                     | Nomination finalisti e album |
| ---- | ------------------------------------------------------------- | --- |
| 2006 | Final Fantasy – He Poos Clouds                                | - Broken Social Scene – Broken Social Scene - Cadence Weapon – Breaking Kayfabe - The Deadly Snakes – Porcella - Sarah Harmer – I'm a Mountain - K'naan – The Dusty Foot Philosopher - Malajube – Trompe-l'oeil - Metric – Live It Out - The New Pornographers – Twin Cinema - Wolf Parade – Apologies to the Queen Mary   |
| 2007 | Patrick Watson – Close to Paradise                            | - Arcade Fire – Neon Bible - The Besnard Lakes – The Besnard Lakes Are the Dark Horse - The Dears – Gang of Losers - Julie Doiron – Woke Myself Up - Feist – The Reminder - Junior Boys – So This Is Goodbye - Miracle Fortress – Five Roses - Joel Plaskett Emergency – Ashtray Rock - Chad VanGaalen – Skelliconnection  |
| 2008 | Caribou – Andorra                                             | - Black Mountain – In the Future - Basia Bulat – Oh, My Darling - Kathleen Edwards – Asking for Flowers - Holy Fuck – LP - Plants and Animals – Parc Avenue - Shad – The Old Prince - Stars – In Our Bedroom After the War - Two Hours Traffic – Little Jabs - The Weakerthans – Reunion Tour                              |
| 2009 | Fucked Up – The Chemistry of Common Life                      | - Elliott Brood – Mountain Meadows - Great Lake Swimmers – Lost Channels - Hey Rosetta! – Into Your Lungs (and around in your heart and on through your blood) - K'naan – Troubadour - Malajube – Labyrinthes - Metric – Fantasies - Joel Plaskett – Three - Chad VanGaalen – Soft Airplane - Patrick Watson – Wooden Arms |
| 2010 | Karkwa – Les Chemins de verre                                 | - The Besnard Lakes – The Besnard Lakes Are the Roaring Night - Broken Social Scene – Forgiveness Rock Record - Caribou – Swim - Dan Mangan – Nice, Nice, Very Nice - Owen Pallett – Heartland - Radio Radio – Belmundo Regal - The Sadies – Darker Circles - Shad – TSOL - Tegan and Sara – Sainthood                     |
| 2011 | Arcade Fire – The Suburbs                                     | - Austra – Feel It Break - Braids – Native Speaker - Destroyer – Kaputt - Galaxiie – Tigre et diésel - Hey Rosetta! – Seeds - Ron Sexsmith – Long Player Late Bloomer - Colin Stetson – New History Warfare Vol. 2: Judges - Timber Timbre – Creep On Creepin' On - The Weeknd – House of Balloons                         |
| 2012 | Feist – Metals                                                | - Cadence Weapon – Hope in Dirt City - Cold Specks – I Predict a Graceful Expulsion - Drake – Take Care - Kathleen Edwards – Voyageur - Fucked Up – David Comes to Life - Grimes – Visions - Handsome Furs – Sound Kapital - Japandroids – Celebration Rock - Yamantaka // Sonic Titan – YT//ST                            |
| 2013 | Godspeed You! Black Emperor – 'Allelujah! Don't Bend! Ascend! | - Zaki Ibrahim – Every Opposite - Metric – Synthetica - METZ – METZ - Purity Ring – Shrines - Colin Stetson – New History Warfare Vol. 3: To See More Light - Tegan and Sara – Heartthrob - A Tribe Called Red – Nation II Nation - Whitehorse – The Fate of the World Depends on This Kiss - Young Galaxy – Ultramarine   |
| 2014 | Tanya Tagaq – Animism                                         | - Arcade Fire – Reflektor - Basia Bulat – Tall Tall Shadow - Mac DeMarco – Salad Days - Drake – Nothing Was the Same - Jessy Lanza – Pull My Hair Back - Owen Pallett – In Conflict - Shad – Flying Colours - Timber Timbre – Hot Dreams - Yamantaka // Sonic Titan – UZU                                                  |
| 2019 | Haviah Mighty – 13th Floor                                    | - Marie Davidson – Working Class Woman - Elisapie – The Ballad of the Runaway Girl - FET.NAT – Le mal - Dominique Fils-Aimé – Stay Tuned! - Les Louanges – La nuit est une panthère - PUP – Morbid Stuff - Jessie Reyez – Being Human in Public - Shad – A Short Story About a War - Snotty Nose Rez Kids – Trapline       |